# Adam Goljan
Adam Goljan (Žilina, 15 aprile 2001) è un calciatore slovacco, attaccante dello Sparta Praga B.

## Carriera

### Club
Cresciuto nel settore giovanile dello Žilina, debutta in prima squadra il 13 febbraio 2021 in occasione del match di Fortuna Liga vinto 4-1 contro il ViOn Z.M..

### Nazionale
Ha giocato nelle nazionali giovanili slovacche Under-18 ed Under-21.

## Statistiche

### Presenze e reti nei club
Statistiche aggiornate al 12 novembre 2022.
| Stagione              | Squadra               | Campionato            | Campionato | Campionato | Coppe nazionali | Coppe nazionali | Coppe nazionali | Coppe continentali | Coppe continentali | Coppe continentali | Altre coppe | Altre coppe | Altre coppe | Totale | Totale |
| Stagione              | Squadra               | Comp                  | Pres       | Reti       | Comp            | Pres            | Reti            | Comp               | Pres               | Reti               | Comp        | Pres        | Reti        | Pres   | Reti   |
| --------------------- | --------------------- | --------------------- | ---------- | ---------- | --------------- | --------------- | --------------- | ------------------ | ------------------ | ------------------ | ----------- | ----------- | ----------- | ------ | ------ |
| 2019-2020             | Žilina II             | 1L                    | 5          | 0          |                 | -               | -               |                    | -                  | -                  |             | -           | -           | 5      | 0      |
| 2020-2021             | Žilina II             | 1L                    | 18         | 1          |                 | -               | -               |                    | -                  | -                  |             | -           | -           | 18     | 1      |
| 2021-2022             | Žilina II             | 1L                    | 2          | 0          |                 | -               | -               |                    | -                  | -                  |             | -           | -           | 2      | 0      |
| Totale Žilina II      | Totale Žilina II      | Totale Žilina II      | 25         | 1          |                 | -               | -               |                    | -                  | -                  |             | -           | -           | 25     | 1      |
| 2020-2021             | Žilina                | SL                    | 5          | 1          | CS              | 2               | 0               |                    | -                  | -                  |             | -           | -           | 7      | 1      |
| 2021-gen. 2022        | Žilina                | SL                    | 12         | 0          | CS              | 1               | 0               | UECL               | 7                  | 0                  |             | -           | -           | 20     | 0      |
| Totale Žilina         | Totale Žilina         | Totale Žilina         | 17         | 1          |                 | 3               | 0               |                    | 7                  | 0                  |             | -           | -           | 27     | 1      |
| gen.-giu. 2022        | Sparta Praga B        | 2.L                   | 6          | 0          | -               | -               | -               | -                  | -                  | -                  | -           | -           | -           | 6      | 0      |
| 2022-2023             | Sparta Praga B        | 2.L                   | 12         | 1          | -               | -               | -               | -                  | -                  | -                  | -           | -           | -           | 12     | 1      |
| Totale Sparta Praga B | Totale Sparta Praga B | Totale Sparta Praga B | 18         | 1          |                 | -               | -               |                    | -                  | -                  |             | -           | -           | 18     | 1      |
| 2022-2023             | Sparta Praga          | 1L                    | 0          | 0          | CRC             | 1               | 0               | UECL               | 0                  | 0                  | -           | -           | -           | 1      | 0      |
| Totale carriera       | Totale carriera       | Totale carriera       | 60         | 2          |                 | 4               | 0               |                    | 7                  | 0                  |             | -           | -           | 71     | 2      |

## Palmarès

### Club

#### Competizioni nazionali
- Campionato ceco: 1

Sparta Praga: 2022-2023